# 张廷举 (呼兰人)
张廷举（1888年—1959年），字选三，黑龙江省呼兰县（现哈尔滨市呼兰区）人，中华民国及中华人民共和国教育家、官员。

## 生平
张廷举生于清朝光绪十四年四月十二日。为张维岳的第三子。3岁丧母，12岁过继给四伯父张维祯，所以字“选三”。毕业于齐齐哈尔的黑龙江省立高等小学堂，此后又毕业于齐齐哈尔的黑龙江省立优级师范学堂，获授师范科举人，中书科中书衔。历任汤原县农业学堂教员、呼兰府农工学堂教员、呼兰县立第一初高两级小学校校长、呼兰县教育局局长、巴彦县教育局督学、黑龙江省教育局秘书。1931年九一八事变后，一度出任日军占领下的呼兰县协和会会长。
1945年抗日战争胜利后，张廷举拥护中国共产党的领导，拥护人民民主政权，参加土地改革，支持子女参军参战，被呼兰县人民政府定为“开明绅士”，并当选为松江省参议会参议员。
1959年，张廷举逝世。

## 家庭
- 父：张维岳
- 继父、四伯父：张维祯（1849年—1929年）
- 继母、四伯母：范氏（1845年—1917年）
- 元配：姜玉兰（1886年—1919年）婚后生一女（荣华）三子（富贵、连贵、连富）。[1]
  - 长女：张廼莹（萧红）（1911年—1942年），乳名“荣华”，曾用名张秀环，作家。姜玉兰生。[1][3]
  - 长子：乳名“富贵”（1914年—1915年）夭亡。姜玉兰生。
  - 次子：张秀珂（1916年—1956年），乳名“连贵”。姜玉兰生。
  - 三子：乳名“连富”（1919年—1921年）夭亡。姜玉兰生。
- 继室：梁亚兰（1898年—1972年），婚后生三子（张秀、张秀琢、张秀琬）二女（张秀玲、张秀珑）。[1]